# Bra-ket-notation
Indenfor kvantemekanik, er bra–ket-notation eller Dirac-notation en standard notation til at beskrive kvantetilstande. Bra–ket-notation udgøres af tegnene "⟨", "⟩" og "|". Bra–ket notation kan også anvendes til at beskrive abstrakte vektorer og lineære funktionaler i matematik.
En ket starter med en lodret streg "|"; indeholdende en reference fx "v" - og sluttende med "⟩" - fx "|v⟩". Den er en abstrakt søjlevektor med indgange, der er komplekse tal. En ket beskriver en tilstand af den/de partikler, der er under diskussion. I den sammenhæng er funktioner også vektorer i et vektorrum (ofte af uendelig mange dimensioner), hvis de opfylder nogle generelle krav (man kan kalde dem fysiske funktioner). Vektorerne danner et komplekst Hilbertrum. Vektorer af forskellig dimension er medlemmer af forskellige Hilbertrum.
For funktioner er normen et integral over et interval af produktet af funktionen med sin Hermitesk konjugerede:
{\displaystyle \int _{a}^{b}dxf(x)^{*}f(x)}
Intervallet kan for fysiske funktioner ofte gå fra negativt uendelig til positivt uendelig idet man ofte forventer at fysiske funktioner forsvinder der - det vil sige at de er matematisk integrable og derved kan regnes på.
Løst sagt kan man sige, at en fysisk funktion, hvis integrale eksisterer, er medlem af et Hilbertrum. Det er fx en forudsætning for, at funktioner kan Fouriertransformeres, Laplacetransformeres, udsættes for Heaviside-operator er og kvanteoperatorer etc.
En bra skrives som startende med "⟨"; indeholdende en reference, fx "v", og sluttende med "|" - fx "⟨v|" og er den komplekst konjugerede og transponerede af |v⟩. Mens |v⟩ er en søjlevektor, er ⟨v| en rækkevektor; men vektorindgangene er konjugerede. Man bruger for kombinationen af konjugering og transponering tegnet "dagger":
{\displaystyle |v\rangle ^{\dagger }=\langle v|}
Det indre produkt af to vektorer ⟨v|v⟩ er med til at definere Hilbertrummet og er et reelt talt 0h. Er fx |v⟩ = a+ib så er ⟨v| = a-ib og ⟨v|v⟩ = a 2 + b 2. Et komplekst tal er en vektor af dimension 1.
Måling som operation angives som M. I egenværdiligningen nedenfor er k egenværdien (resultatet af målingen) og der vil være et antal af kvantetilstande svarende til antallet af egenværdierne, |v⟩ er egenvektoren;
{\displaystyle M|v\rangle =k|v\rangle }
Operatorerne, der er observable, er Hermitiske matricer. Hermiteske matricer har ligesom symmetriske matricer reelle egenværdier (man kan ikke have et komplekst tal som en måleværdi), og de er naturligvis kvadratiske. Til disse definitioner hører nogle postulater for kvantefysikken se fx .
For Hermitiske matricer gælder pr. definition:
{\displaystyle H^{\dagger }=H}
Alle egenvektorerne danner en ortogonal basis i deres Hilbertrum (i tilfælde af flere egenvektorer for samme egenværdi er de ikke nødvendigvis ortogonale, men kan gøres ortogonale). Det betyder, at alle tilstande kan beskrives som en sum (superposition) af disse basistilstande - altså:
{\displaystyle |v\rangle =\sum _{i}\alpha _{i}|v_{i}\rangle =\alpha _{1}|v_{1}\rangle +\alpha _{2}|v_{2}\rangle +\alpha _{3}|v_{3}\rangle +...}
Normalt normeres basisvektorerne til længden 1, hvilket giver {\displaystyle \sum _{i}|v_{i}\rangle \langle v_{i}|=I}, hvor I er enhedsmatricen for den relevante dimension. Alfaværdierne er amplituden (en betegnelse opfundet af Feynman) af hver basisvektor. Amplituden for at måle {\displaystyle |v_{j}\rangle } er således:
{\displaystyle \langle v_{j}|v\rangle =\alpha _{j}} sandsynligheden er {\displaystyle P(j)=|\alpha _{j}|^{2}=\alpha ^{*}\alpha }
I denne terminologi er tilstandene ikke nødvendigvis beskrevet som bølger. Schrödingers bølger er et specialtilfælde.
Baneimpulsmomentet kan defineres ved en operator, som normalt kaldes {\displaystyle {\vec {L}}={\vec {r}}x{\vec {p}}} i analogi med den klassiske definition. Det er forskelligt fra spinmoment, men opfører sig algebraisk meget på samme måde. Spinmoment og impulsmoment kan adderes til et totalt impulsmoment {\displaystyle J}. I et plan, hvor rotation er defineret ved en vinkel, er {\displaystyle L=-i\hbar \partial _{\theta }} hvilket giver en løsning til dens egenligning {\displaystyle \Psi (r,\theta )=e^{-i\ell \hbar \theta }\Psi (r)} . Det totale impulsmoment er:
{\displaystyle {\vec {L}}=(L_{x},L_{y},L_{z})}
Kommutatorrelationerne er {\displaystyle [L_{x},L_{y}]=i\hbar L_{z}\;\;[L_{y},L_{z}]=i\hbar L_{x}\;\;[L_{z},L_{x}]=i\hbar L_{y}} som er analoge til den klassiske relation hvor kommutatorerne erstattes af Poisson-parenteser og der ingen komplekse værdier eller plancks konstant hbar.
Impulsmomentvektoren kan kvadreres og {\displaystyle L^{2}=L_{x}^{2}+L_{y}^{2}+L_{z}^{2}} dens egenværdier er {\displaystyle \hbar ^{2}\ell (\ell +1)}
, {\displaystyle \ell } har heltallige værdier.
Anvendes z-aksen (arbitrært) som reference, bliver egenværdiligning {\displaystyle L_{z}|m\rangle =m|m\rangle } med egenværdien m. Defineres et par operatorer
{\displaystyle L_{+}=L_{x}+iL_{y}\;og\;L_{-}=L_{x}-iL_{y}}
finder man at de virker som hæve- og sænkeoperatorer på kvantetilstanden m op eller ned til den maximale værdi {\displaystyle \ell }.